# Kreuzwertheim
Kreuzwertheim egy bajor község vásárjoggal a Main-Spessart járásban, Alsó-Frankföldön. Lakosainak száma 3944 fő (2023. december 31.). A község főhelye Kreuzwertheim.

## Földrajz
Kreuzwertheim Triefenstein, Marktheidenfeld, Schollbrunn, Hasloch és Wertheim községekkel határos.

### Községrészek
- Kreuzwertheim
- Röttbach
- Unterwittbach
- Wiebelbach

## Népesség
A település népessége az elmúlt években az alábbi módon változott:
| Lakosok száma | 735  | 1694 | 2726 | 3762 | 3783 | 3819 | 3782 | 3917 | 3928 | 3944 |
|               | 1875 | 1950 | 1975 | 2012 | 2013 | 2015 | 2016 | 2019 | 2021 | 2023 |

## Politika

### Önkormányzat
Polgármester: Klaus H. Thoma (CSU)
16fő, ebből
- 5 CSU
- 6 SPD/PLUS
- 5 független